# Le Détonateur
Pour plus de détails, voir Fiche technique et Distribution.
Le Détonateur (Wrongfully Accused) ou Fausses accusations au Québec, aussi connu sous le titre Y-a-t-il un fugitif à bord ?, est un film germano-américain réalisé par Pat Proft, sorti en 1998.

## Synopsis
Ryan Harrison, violoniste de renommée mondiale, est au sommet de sa gloire lorsqu’il succombe aux charmes de Lauren Goodhue. Cette superbe créature lui fait jouer le rôle du pigeon dans le complot qu’elle ourdit pour se débarrasser de son mari, qui a découvert qu’elle cherche à assassiner le secrétaire général de l’ONU. Arrêté et jugé pour terrorisme, Harrison est condamné à mort. Il aggrave encore son cas en trouvant le moyen de s’évader de prison.

## Fiche technique
- Titre français : Le Détonateur
- Titre original : Wrongfully Accused
- Titre alternatif : Y a-t-il un fugitif à bord ?
- Réalisation : Pat Proft
- Scénario : Pat Proft
- Musique : Bill Conti
- Photographie : Glen MacPherson (en)
- Montage : James R. Symons
- Production : Bernd Eichinger, James G. Robinson & Pat Proft
- Sociétés de production : Morgan Creek Entertainment & Constantin Film
- Société de distribution : Warner Bros.
- Pays de production :  Allemagne,  États-Unis
- Langue : Anglais
- Format : Couleur - Dolby Digital - 35 mm - 1.85:1
- Genre : Comédie, Parodie
- Durée : 87 min
- Dates de sortie en salles :
  - États-Unis : 21 août 1998
  - Belgique : 31 mars 1999
  - France : 14 juillet 1999

## Distribution
- Leslie Nielsen (VF : Michel Favory ; VQ : Ronald France) : Ryan Harrison
- Richard Crenna (VF : Gérard Rinaldi ; VQ : Jean-Marie Moncelet): le lieutenant Fergus Hall
- Kelly LeBrock (VF : Pascale Vital ; VQ : Diane Arcand) : Lauren Goddhue
- Melinda McGraw (VF : Micky Sébastian ; VQ : Élise Bertrand) : Cass Lake
- Michael York (VF : Patrick Préjean ; VQ : Luis de Cespedes) : Hibbing Goodhue
- Aaron Pearl : Sean Laughrea
- Leslie Jones : Sergent Tina Bagley
- Benjamin Ratner : Sergent Orono
- Sandra Bernhard (VQ : Hélène Mondoux) : Dr. Fridley
- Gerard Plunkett : Sir Robert McIntyre
- Duncan Fraser : le sergent McDonald
- John Walsh : lui-même
- Chick Hearn : le présentateur du basket-ball
- Lambchop : eux-mêmes
- Alex Diakun : Roman
- Pat Proft : le technicien des fenêtres

## Films parodiés
- Le film dans son ensemble parodie Le Fugitif ;
- La scène dans le magasin de pêche parodie Usual Suspects ;
- Dans le film, la dernière scène parodie Titanic ;
- Le film, parodie Alerte à Malibu à travers la scène caractéristique de cette série, lorsque les sauveteurs courent au ralenti, sur la plage ;
- Le film parodie également Mission impossible dans l'hôpital ;
- Le film parodie également Star Wars ainsi que La Mort aux trousses avec la scène de l'avion dans le champ de maïs et le moment ou Lauren tire sur Ryan Harrison avec des balles à blanc.
- Dans cette même scène, l'apparition du vieux pick-up Ford F-100 rouillé qui déboule à toute vitesse est une parodie d'une scène de Forrest Gump.
- Le film parodie Marilyn Monroe avec la scène de la robe qui se soulève sous la grille d'aération, dans le film Sept Ans de réflexion.
- Le film parodie E.T. l'extra-terrestre, avec la scène de la locomotive.
- Le film parodie Braveheart.

## Autour du film
Dans la version française, Michel Favory double l'acteur canadien Leslie Nielsen à titre exceptionnel. Il remplace ainsi Jean-Claude Michel qui n'était pas disponible pour des raisons médicales.